# Попурі
Попурі (фр. pot-pourri, досл. «мішанина») — музична композиція, що складається з кількох мелодій. Використовують зазвичай популярні та впізнавані мелодії з опер, оперет, кінофільмів, пісень тощо. Мелодії не розриваються, а чергуються одна з одною. Попурі поширилися в XIX столітті.
Попурі — музичний або інший твір, який є творчою обробкою уривків правомірно оприлюднених творів, без завдання шкоди їх охороні, і складається з декількох таких творів, або який імітує творчий стиль інших авторів чи виконавців або інших історичних епох (Закон України «Про авторське право і суміжні права»).